# CSKA Moskva (damlag i handboll)
CSKA Moskva (ryska: ЦСКА Москва) är ett ryskt handbollslag från Moskva, bildat 2019. Det är CSKA Moskvas representationslag i handboll på damsidan.

## Spelare i urval
- Darja Dmitrijeva (2019–2021)
- Polina Gorsjkova (2019–)
- Ana Gros (2021–2022)
- Kathrine Heindahl (2020–2022)
- Sabina Jacobsen (2019–2021)
- Chana Masson (2019–2021)
- Jelena Michajlitjenko (2020–)
- Anna Sedojkina (2020–2022)
- Antonina Skorobogattjenko (2020–)
- Marina Sudakova (2020–2022)
- Jana Zjilinskajte (2019–2020)
- Viktorija Zjilinskajte (2019–2020)

## Meriter
- Ryska mästare 2021